# Szmoljan
Szmoljan (bolgárul: Смолян) város és népszerű síelőhely Bulgária déli részén, nem messze a görög határtól. A közigazgatási és ipari központja Szmoljan megyének. A város a Черна (Cserna, "Fekete") és a Бяла (Bjala, "Fehér") folyók völgyében helyezkedik el. 2011 februárjában 30 283 lakosa volt a városnak.

## Fordítás
- Ez a szócikk részben vagy egészben  a   Smolyan című angol Wikipédia-szócikk fordításán alapul.  Az eredeti cikk szerkesztőit annak laptörténete sorolja fel. Ez a jelzés csupán a megfogalmazás eredetét és a szerzői jogokat jelzi, nem szolgál a cikkben szereplő információk forrásmegjelöléseként.